# Giorgio Albani
Pour les articles homonymes, voir Albani.
Giorgio Albani  (né le 15 juin 1929 à Monza, en Lombardie, et mort le 29 juillet 2015 dans la même commune) est un coureur cycliste italien des années 1950, qui devient, par la suite directeur sportif jusqu'au milieu des années 1970.

## Biographie
Professionnel de 1950 à 1959, il a été champion d'Italie en 1956 et a remporté sept étapes du Tour d'Italie. Après sa carrière de coureur, il est devenu directeur sportif et a notamment dirigé Eddy Merckx dans l'équipe Molteni.

## Palmarès

### Palmarès amateur
- 1947
  - 3e du Trofeo Taschini
- 1949
  - Trofeo Taschini
  - Medaglia d'Oro Città di Monza
  - Trofeo Aliprandi
  - Milan-Bologne
  - 3e du Gran Premio Pirelli
  - 9e du championnat du monde sur route amateurs

### Palmarès professionnel
- 1949
  - 3e de la Coppa Agostoni
  - 6e du Tour de Lombardie
- 1950
  - Coppa Agostoni
  - 1re étape du Tour de Sicile
  - 2e du Tour de Romagne
  - 3e du Trophée Baracchi
- 1951
  - Milan-Modène
  - 2e de Milan-Turin
  - 2e du Tour d'Émilie
  - 9e du Tour de Lombardie
- 1952
  - 1re et 7e étapes du Tour d'Italie
  - Tour des Apennins
  - Tour du Piémont
  - 6e du Tour de Romandie
  - 7e du Tour de Lombardie
  - 10e du Tour d'Italie
- 1953
  - 1reb étape de Rome-Naples-Rome
  - 11e étape du Tour d'Italie
  - Tour du Latium
  - Coppa Bernocchi
  - 3e du Tour du Piémont
- 1954
  - 1reb étape de Rome-Naples-Rome
  - 7e étape du Tour d'Italie
  - Tour des Apennins
  - Trois vallées varésines
  - 3e du Milan-Modène
  - 6e du Tour de Lombardie
- 1955
  - 13e étape du Tour d'Italie
  - 3e de Milan-Turin
- 1956
  -  Champion d'Italie sur route
  - 16e et 20e étapes du Tour d'Italie
  - Tour de Vénétie
  - 2e du Grand Prix de l'industrie et du commerce de Prato
  - 2e des Trois vallées varésines
  - 3e du Trophée Baracchi
  - 4e du Tour de Lombardie
  - 9e de Milan-San Remo
- 1957
  - Tour de Campanie
  - 3e du Tour de Toscane
  - 3e du championnat d'Italie sur route
- 1959
  - 9e de Milan-San Remo

## Résultats sur les grands tours

### Tour d'Italie
10 participations
- 1950 : 46e
- 1951 : abandon
- 1952 : 10e, vainqueur des 1re et 7e étapes,  maillot rose pendant un jour
- 1953 : 15e, vainqueur de la 11e étape
- 1954 : 12e, vainqueur de la 7e étape
- 1955 : 39e, vainqueur de la 13e étape
- 1956 : 17e, vainqueur du classement des sprints intermédiaires et des 16e et 20e étapes
- 1957 : 53e
- 1958 : abandon
- 1959 : abandon